# Wieczni łowcy
Wieczni łowcy – dwudziesty pierwszy album zespołu Boys wydany pod koniec roku 2005 w firmie fonograficznej Green Star. 

## Lista utworów
1. Ale numer - 3:51 (Muzyka i słowa: Marcin Miller)
2. Za kilka łez - 4:11 (Muzyka i słowa: Marcin Miller)
3. Wspomnij mnie - 3:24 (Muzyka i słowa: Marcin Miller)
4. Tym bólem jesteś ty - 4:30 (Muzyka i słowa: Marcin Miller)
5. Lady Lady - 3:25 (Muzyka i słowa: Marcin Miller)
6. Hej jak to jest - 3:40 (Muzyka i słowa: Marcin Miller)
7. Odeszłaś tak bez słowa - 3:35 (Muzyka i słowa: Marcin Miller)
8. Małolata - 4:28 (Muzyka i słowa: Marcin Miller)
9. Twoja gra - 4:26 (Muzyka i słowa: Marcin Miller)
10. Ty jesteś blisko mnie - 4:32 (Muzyka i słowa: Marcin Miller)
11. Byłaś - 4:00 (Muzyka i słowa: Marcin Miller)
12. Showbusiness - 4:14 (Muzyka i słowa: Marcin Miller)
13. Zapomnij mnie (Hypnotic mix) - 4:19 (Muzyka i słowa: Marcin Miller)
14. Ale numer (DJ Velu remix) - 4:03 (Muzyka i słowa: Marcin Miller)
15. Zapomnij mnie(nrg mix) - 6:29 (Muzyka i słowa: Marcin Miller)
16. Zapomnij mnie (electro mix) - 4:29 (Muzyka i słowa: Marcin Miller)
17. Zapomnij mnie (front Berlin mix) - 4:24 (Muzyka i słowa: Marcin Miller)
18. Zapomnij mnie (acoustic mix) - 1:44 (Muzyka i słowa: Marcin Miller)

## Aranżacje utworów
- Janusz Bronakowski (DJ Bronx) - 1, 4, 6, 8, 9, 11, 12, 13, 15, 16, 17, 18
- Sebastian Skóra - 2, 7
- Robert Krużyński vel. Kruszewski (DJ VELU) - 3, 5, 14
- Marek Zrajkowski - 10